# Cannondale (Radsportteam)

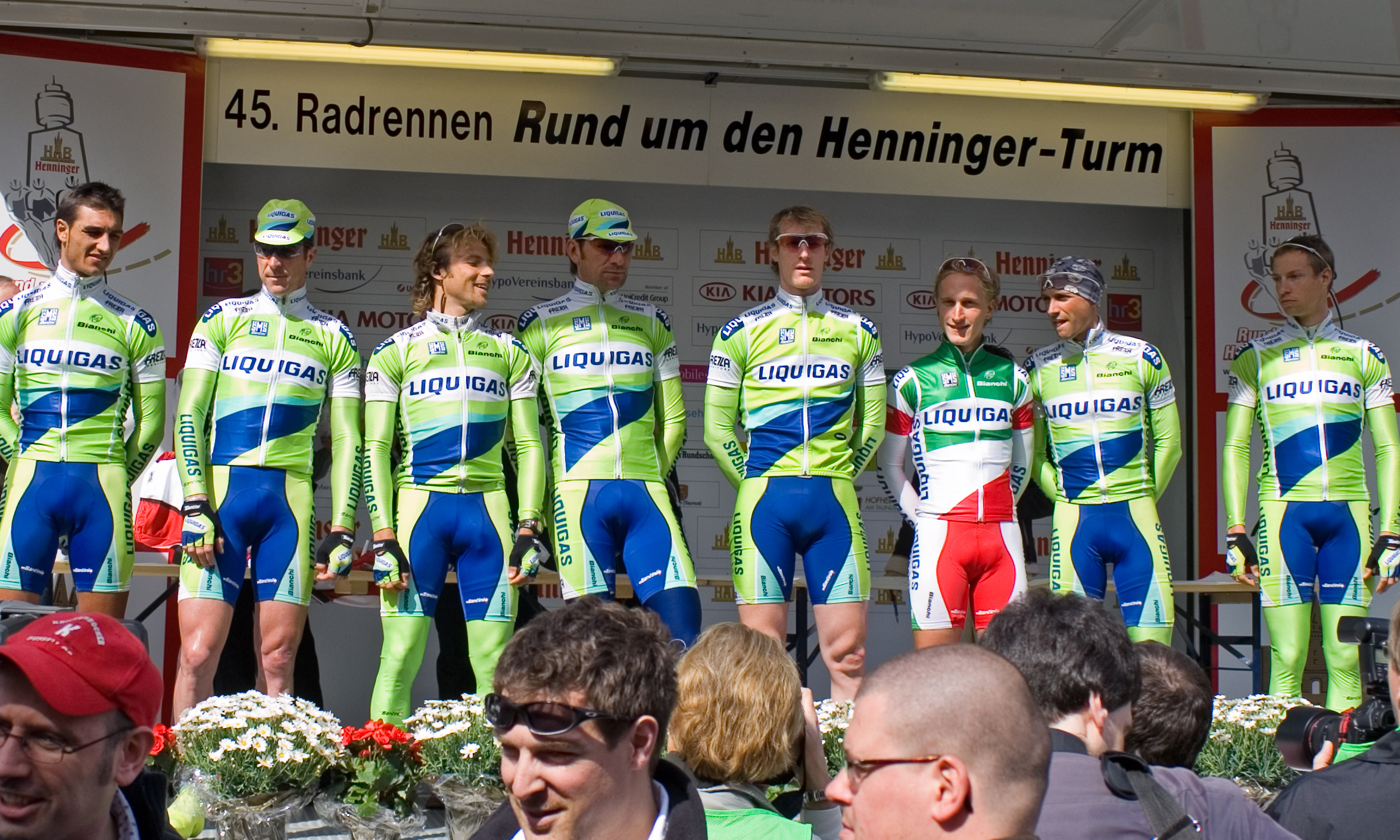
Rund um den Henninger-Turm (2006)

Cannondale ist ein ehemaliges italienisches Radsportteam mit Sitz in Sesto al Reghena.

## Organisation
Das Team wurde 1999 unter dem Namen Liquigas gegründet. Namensgeber und Hauptsponsor war die Liquigas Sports S.p.A. In der ersten ProTour-Saison 2005 kam der Radhersteller Bianchi, der zuvor u. a. das Team Bianchi und Alessio-Bianchi unterstützte, als weiterer Namenssponsor hinzu und blieb bis Ablauf der Saison 2006 Radausstatter der Mannschaft.
Neuer Radsponsor wurde 2007 das US-amerikanische Unternehmen Cannondale, welches 2011 auch Namenssponsor wurde.
Mit Ablauf der Saison 2012 zog sich Liquigas als Namenssponsor zurück und der Radausstatter des Teams, Cannondale, übernahm das Hauptsponsoring. Im Zuge dieses Wechsels zog sich auch die Liquigas-Tochterfirma Liquigas Sport Spa als Teambetreiber zurück. Das Team wurde seitdem durch die Firma Brixia Sports Spa gemanagt. Ende des Jahres 2013 übernahm Cannondale die Mehrheitsanteile der Betreibergesellschaft.

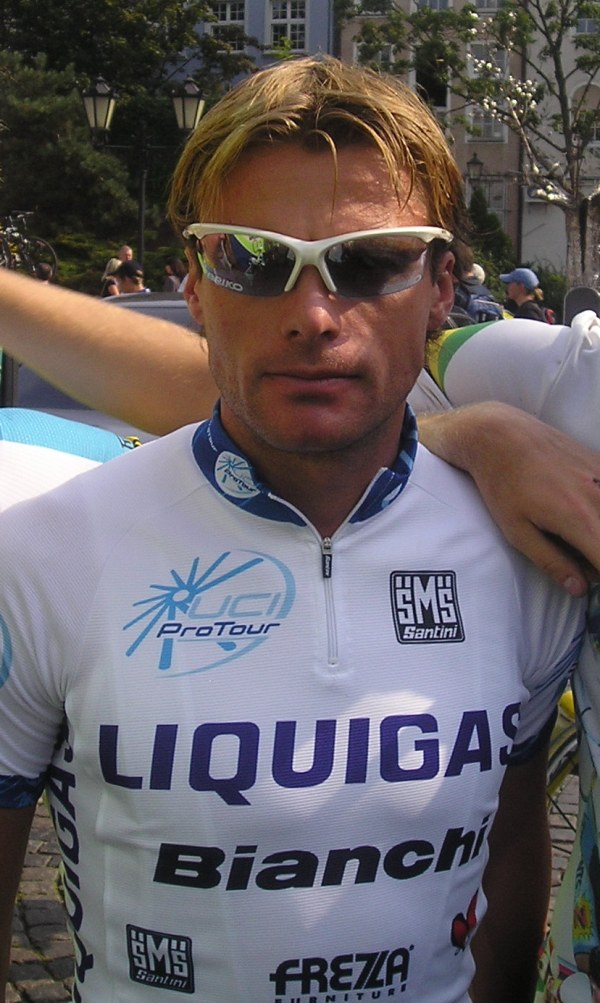
Danilo Di Luca im Führungstrikot der UCI Pro Tour 2005

Mit Ablauf der Saison 2014 beendete Cannondale das Engagement bei dem von Brixia Sports Spa betriebenen Team und wurde Namenssponsor des von Slipstream Sports gemanagten US-amerikanischen ProTeams Garmin Sharp.

## Erfolge
Die erfolgreichsten Jahre des Teams waren die Saisons 2005 und 2010:
In der Saison 2005 gewann Danilo Di Luca die Baskenland-Rundfahrt sowie die Klassiker Amstel Gold Race und Flèche Wallonne. Darüber hinaus konnte er u. a. zwei Etappensiege beim Giro d’Italia erzielen. Mit diesen Ergebnissen gewann er am Ende der Saison die Einzelwertung der UCI ProTour 2005.
2010 konnte das Team zwei der drei große Landesrundfahrten gewinnen. Zuerst gewann Ivan Basso den Giro d’Italia und später konnte Vincenzo Nibali die Vuelta a España für sich entscheiden.

### Platzierungen in UCI-Ranglisten
UCI ProTour
| Saison | Mannschaftswertung | Fahrerwertung              |
| ------ | ------------------ | -------------------------- |
| 2005   | 15.                | Danilo Di Luca (1.)        |
| 2006   | 14.                | Vincenzo Nibali (25.)      |
| 2007   | 3.                 | Leonardo Bertagnolli (29.) |
| 2008   | 4.                 | Roman Kreuziger (4.)       |

UCI World Calendar
| Saison | Mannschaftswertung | Fahrerwertung        |
| ------ | ------------------ | -------------------- |
| 2009   | 5.                 | Roman Kreuziger (7.) |
| 2010   | 2.                 | Vincenzo Nibali (5.) |

UCI World Tour
| Saison | Mannschaftswertung | Fahrerwertung         |
| ------ | ------------------ | --------------------- |
| 2011   | 8.                 | Vincenzo Nibali (11.) |
| 2012   | 3.                 | Vincenzo Nibali (4.)  |
| 2013   | 9.                 | Peter Sagan (4.)      |
| 2014   | 17.                | Peter Sagan (15.)     |

## Saison 2014

### Erfolge in der UCI WorldTour
Bei den Rennen der UCI WorldTour im Jahr 2014 gelangen dem Team nachstehende Erfolge.
| Datum      | Rennen                      | Sieger               |
| ---------- | --------------------------- | -------------------- |
| 14. März   | 3. Etappe Tirreno–Adriatico | Peter Sagan          |
| 28. März   | E3 Harelbeke                | Peter Sagan          |
| 16. Juni   | 3. Etappe Tour de Suisse    | Peter Sagan          |
| 29. August | 7. Etappe Vuelta a España   | Alessandro De Marchi |

### Erfolge in der UCI America Tour
Bei den Rennen der UCI America Tour im Jahr 2014 gelangen dem Team nachstehende Erfolge.
| Datum      | Rennen                          | Kat. | Sieger       |
| ---------- | ------------------------------- | ---- | ------------ |
| 17. Mai    | 7. Etappe Kalifornien-Rundfahrt | 2.HC | Peter Sagan  |
| 21. August | 4. Etappe USA Pro Challenge     | 2.HC | Elia Viviani |

### Erfolge in der UCI Asia Tour
Bei den Rennen der UCI Asia Tour im Jahr 2014 gelangen dem Team nachstehende Erfolge.
| Datum       | Rennen                 | Kat. | Sieger      |
| ----------- | ---------------------- | ---- | ----------- |
| 21. Februar | 4. Etappe Tour of Oman | 2.HC | Peter Sagan |

### Erfolge in der UCI Europe Tour
Bei den Rennen der UCI Europe Tour im Jahr 2014 gelangen dem Team nachstehende Erfolge.
| Datum         | Rennen                                           | Kat. | Fahrer        |
| ------------- | ------------------------------------------------ | ---- | ------------- |
| 29. März      | 3. Etappe Settimana Internazionale               | 2.1  | Elia Viviani  |
| 1. April      | 1. Etappe Driedaagse van De Panne-Koksijde       | 2.HC | Peter Sagan   |
| 3. April      | 4. Etappe Driedaagse van De Panne-Koksijde (EZF) | 2.HC | Maciej Bodnar |
| 1. Mai        | 5. Etappe Presidential Cycling Tour of Turkey    | 2.HC | Elia Viviani  |
| 3. Mai        | 7. Etappe Presidential Cycling Tour of Turkey    | 2.HC | Elia Viviani  |
| 22. Juni      | 4. Etappe Tour de Slovénie                       | 2.1  | Elia Viviani  |
| 29. Juni      | Slowakische Meisterschaft – Straßenrennen        | CN   | Peter Sagan   |
| 7. Juli       | 2. Etappe Österreich-Rundfahrt                   | 2.HC | Oscar Gatto   |
| 9. Juli       | 4. Etappe Österreich-Rundfahrt                   | 2.HC | Oscar Gatto   |
| 16. September | Coppa Bernocchi                                  | 1.1  | Elia Viviani  |

### Zugänge – Abgänge
| Zugänge          | Team 2013                 | Abgänge               | Team 2014                      |
| ---------------- | ------------------------- | --------------------- | ------------------------------ |
| George Bennett   | RadioShack Leopard        | Tiziano Dall’Antonia  | Androni Giocattoli-Venezuela   |
| Marco Marcato    | Vacansoleil-DCM           | Maciej Paterski       | CCC Polsat Polkowice           |
| Jean-Marc Marino | Sojasun                   | Lucas Sebastián Haedo | Skydive Dubai Pro Cycling Team |
| Oscar Gatto      | Vini Fantini-Selle Italia | Nariyuki Masuda       | Utsunomiya Blitzen             |
| Matej Mohorič    | Sava                      | Brian Vandborg        | Karriereende                   |
| Alberto Bettiol  | Neoprofi                  | Federico Canuti       | Unbekannt                      |
| Davide Formolo   | Neoprofi                  | Mauro Da Dalto        | Unbekannt                      |
| Davide Villella  | Neoprofi                  |                       |                                |

### Mannschaft

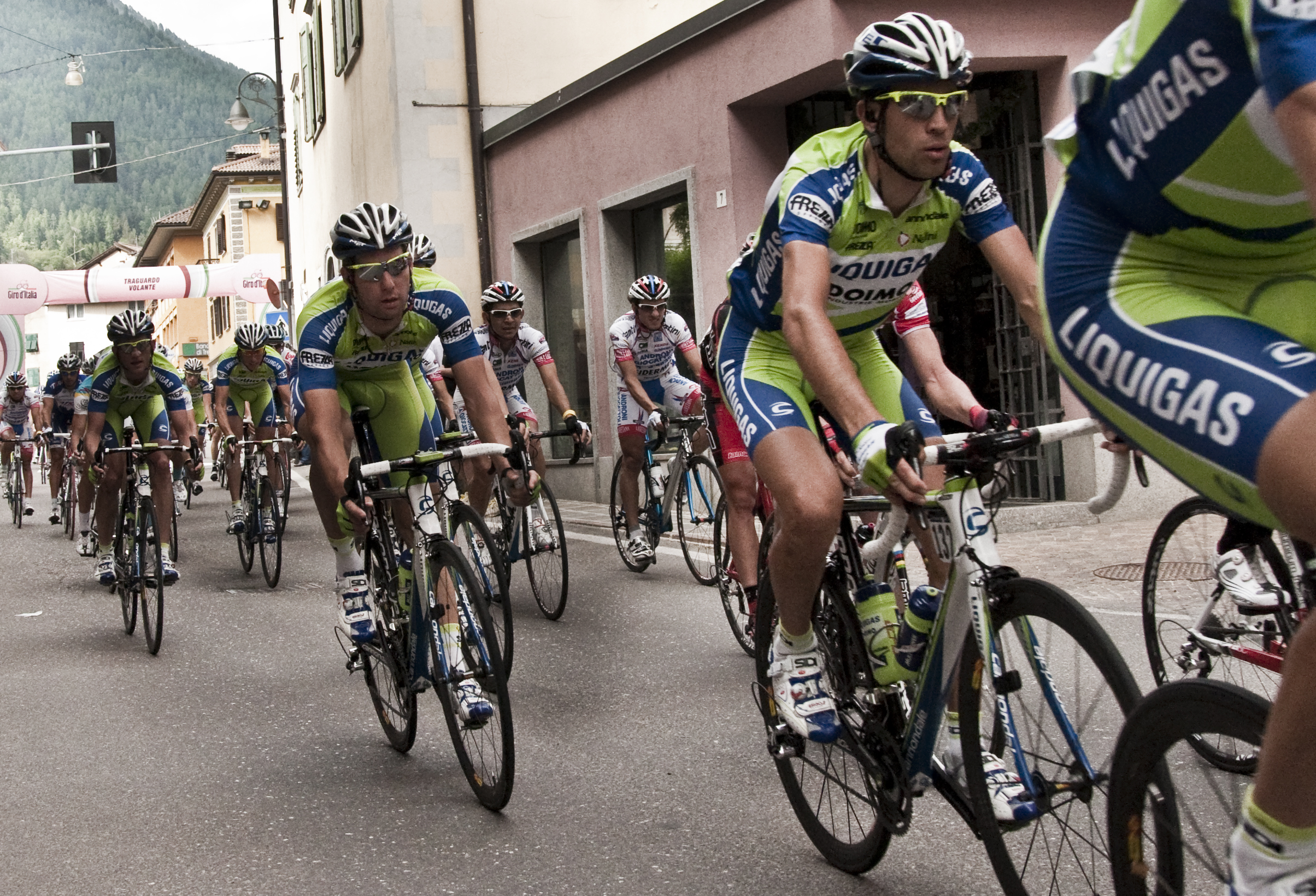
Team Liquigas-Doimo 2010

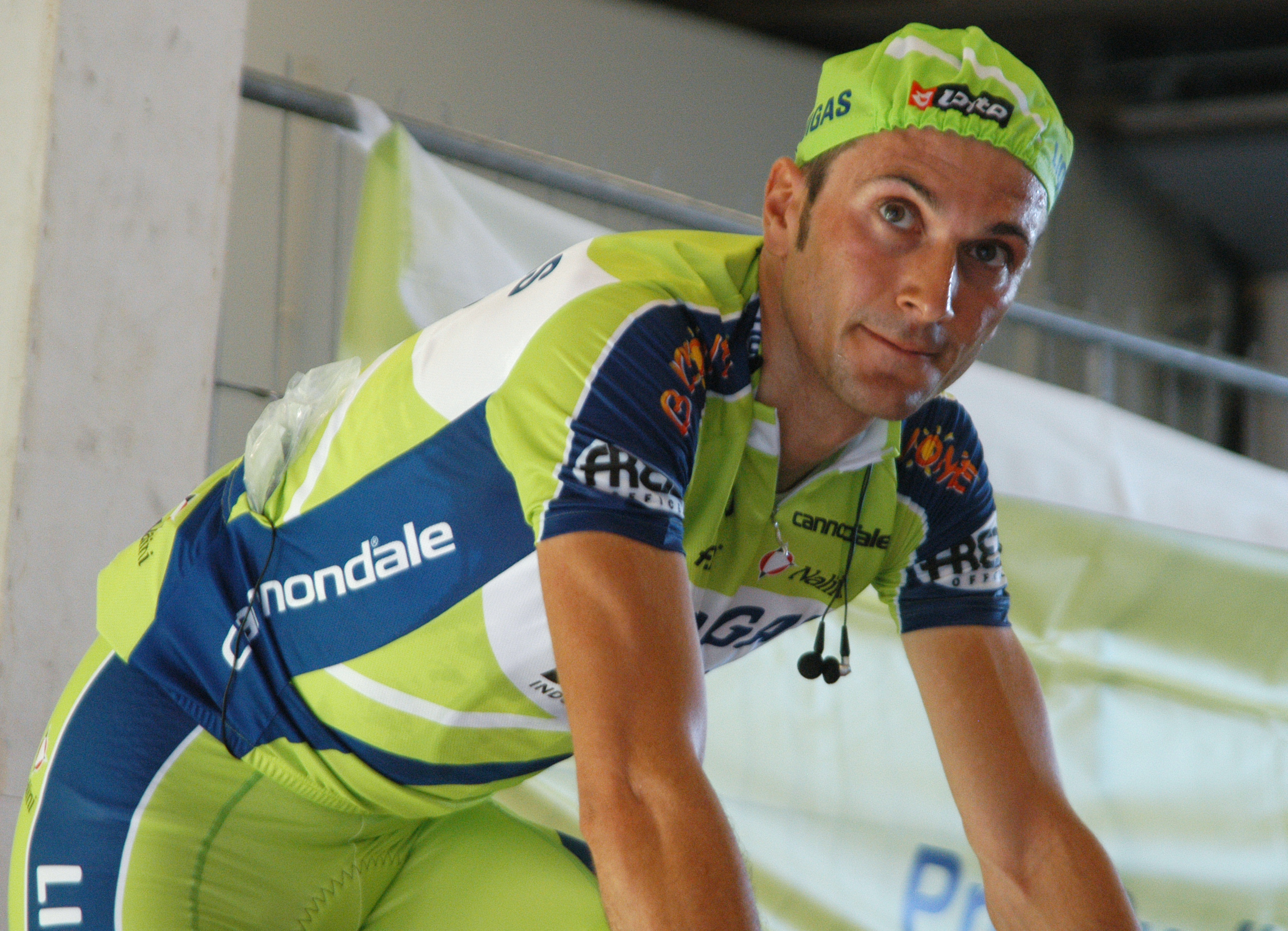
Ivan Basso 2009

| Name                 | Geburtstag         | Nationalität       | Team 2015                                  |
| -------------------- | ------------------ | ------------------ | ------------------------------------------ |
| Ivan Basso           | 26. November 1977  | Italien            | Tinkoff-Saxo                               |
| George Bennett       | 7. April 1990      | Neuseeland         | Team Lotto NL-Jumbo                        |
| Alberto Bettiol      | 29. Oktober 1993   | Italien            | Team Cannondale-Garmin                     |
| Maciej Bodnar        | 7. März 1985       | Polen              | Tinkoff-Saxo                               |
| Guillaume Boivin     | 25. Mai 1989       | Kanada             | Optum-Kelly Benefit Strategies             |
| Damiano Caruso       | 12. Oktober 1987   | Italien            | BMC Racing Team                            |
| Alessandro De Marchi | 19. Mai 1986       | Italien            | BMC Racing Team                            |
| Davide Formolo       | 25. Oktober 1992   | Italien            | Team Cannondale-Garmin                     |
| Oscar Gatto          | 1. Januar 1985     | Italien            | Androni Giocattoli-Sidermec                |
| Ted King             | 31. Januar 1983    | Vereinigte Staaten | Team Cannondale-Garmin                     |
| Michel Koch          | 15. Oktober 1991   | Deutschland        | rad-net Rose Team                          |
| Kristijan Koren      | 25. November 1986  | Slowenien          | Team Cannondale-Garmin                     |
| Matthias Krizek      | 29. September 1988 | Österreich         | Team Felbermayr Simplon Wels               |
| Paolo Longo Borghini | 10. Dezember 1980  | Italien            | Karriereende                               |
| Alan Marangoni       | 16. Juli 1984      | Italien            | Team Cannondale-Garmin                     |
| Marco Marcato        | 11. Februar 1984   | Italien            | Wanty-Groupe Gobert                        |
| Jean-Marc Marino     | 15. August 1983    | Frankreich         | Karriereende                               |
| Matej Mohorič        | 19. Oktober 1994   | Slowenien          | Team Cannondale-Garmin                     |
| Moreno Moser         | 25. Dezember 1990  | Italien            | Team Cannondale-Garmin                     |
| Daniele Ratto        | 5. Oktober 1989    | Italien            | UnitedHealthcare Professional Cycling Team |
| Fabio Sabatini       | 18. Februar 1985   | Italien            | Etixx-Quick Step                           |
| Juraj Sagan          | 23. Dezember 1988  | Slowakei           | Tinkoff-Saxo                               |
| Peter Sagan          | 26. Januar 1990    | Slowakei           | Tinkoff-Saxo                               |
| Cristiano Salerno    | 18. Februar 1985   | Italien            | Bora-Argon 18                              |
| Cayetano Sarmiento   | 28. März 1987      | Kolumbien          | Colombia                                   |
| Davide Villella      | 27. Juni 1991      | Italien            | Team Cannondale-Garmin                     |
| Elia Viviani         | 7. Februar 1989    | Italien            | Team Sky                                   |
| Cameron Wurf         | 3. August 1983     | Australien         |                                            |